# Inverclyde
L'Inverclyde (in gaelico scozzese: Inbhir Chluaidh) è una delle 32 aree amministrative della Scozia.
Confina con il Renfrewshire e l'Ayrshire Settentrionale, è inoltre delimitata dalla riva del fiume Clyde che poco più a valle si apre nel Firth of Clyde.
Dal 1975 al 1996 l'area era uno dei distretti della regione dello Strathclyde, prima del 1975 era una zona della contee di Renfrewshire e comprendeva i burgh di Greenock, Port Glasgow e Gourock e quello che dopo il 1975 sarebbe diventato il distretto di Renfrewshire.
L'area è rappresentata alla Camera dei Comuni del Regno Unito nel collegio di Inverclyde and Renfrewshire West.

## Località
- Gourock
- Greenock
- Inverkip
- Kilmacolm
- Port Glasgow
- Wemyss Bay
- Quarrier's Village